# معاهدة لوكارنو
معاهدة لوكارنو هي معاهدة سياسية من سبعة إتفاقيات تم التفاوض عليها في مدينة لوكارنو الواقعة في سويسرا حيث بدأت مراحل التفاوض منذ 5 إلى 16 أكتوبر في عام 1925 ووقّعت رسمياً في لندن بتاريخ 1 ديسمبر والتي سعت من خلالها القوى الأوروبية المنتصرة في الحرب العالمية الأولى تأمين وتسوية الوضع الإقليمي بعد الحرب وكذلك تثبيت وتأكيد معاهدة فرساي, بالإضافة إلى إعادة تطبيع العلاقات رسميّاً مع ألمانيا التي خسرت الحرب آنذاك والتي أدت لتحوّلها إلى جمهورية فايمار, كما أن المعاهدة نصّت على أن ألمانيا لن تدخل في حروب مرة أخرى.
قسّمت المعاهدة الحدود في أوروبا إلى فئتين : الغربيّة التي تضمنها معاهدة لوكارنو والحدود الشرقيّة لـ ألمانيا مع بولندا والتي كانت مفتوحة للمراجعة مستقبلاً.

## الخلفية التاريخية
في أعقاب الحرب العالمية الأولى، سادت أوروبا حالة من التوتر وعدم الاستقرار، خاصة بسبب البنود القاسية التي فرضتها معاهدة فرساي على ألمانيا. سعت الدول الأوروبية، خصوصًا فرنسا وألمانيا، إلى إيجاد صيغة تؤمّن السلام وتُعيد الثقة المتبادلة. جاء اقتراح المعاهدة أساسًا من وزير الخارجية الألماني غوستاف شتريسمان، الذي كان يسعى إلى تحسين صورة ألمانيا دوليًا.
بنود المعاهدة
تضمنت معاهدة لوكارنو عدة اتفاقيات رئيسية:
- معاهدة الضمان المتبادل بين ألمانيا، بلجيكا، فرنسا، المملكة المتحدة، وإيطاليا، حيث تم التأكيد على احترام الحدود الغربية لألمانيا كما حددتها معاهدة فرساي.
- اتفاقيات تحكيم ثنائية بين ألمانيا وكل من فرنسا وبلجيكا، تهدف إلى حل النزاعات بالوسائل السلمية.
- اتفاقيات تحكيم إضافية بين ألمانيا وكل من بولندا وتشيكوسلوفاكيا، دون التزام ألماني صريح بحدودها الشرقية.
- مذكرات توضيحية من الحلفاء السابقين إلى ألمانيا، توضح استخدام العقوبات ضد أي دولة تنتهك العهد، كما هو موضح في المادة 16 من ميثاق عصبة الأمم. [4]

## الأثر السياسي
مثّلت معاهدة لوكارنو نقطة تحول في العلاقات الألمانية-الفرنسية، وأدت إلى إدماج ألمانيا في عصبة الأمم عام 1926. كما أنها ساهمت مؤقتًا في استقرار الوضع في أوروبا خلال أواخر عشرينيات القرن العشرين، فيما عُرف بـ"روح لوكارنو"، والتي جسدت التفاؤل بإمكانية تحقيق سلام دائم. 

## الانتقادات والتداعيات
رغم الأثر الإيجابي القصير، تعرضت المعاهدة لانتقادات من بولندا وتشيكوسلوفاكيا، اللتين شعرتا بعدم وجود ضمانات كافية لحدودهما الشرقية. ومع صعود النازية في ألمانيا، تراجعت الحكومة الألمانية عن التزاماتها، وأعلن هتلر في عام 1936 إلغاء المعاهدة، عندما أعاد تسليح منطقة الراين.

## مواضيع ذات صلة
- وصول هتلر للسلطة
- إعادة تسلح الرايخ الثالث
- فترة ما بين الحربين العالميتين
- العلاقات الدولية (1919-1939)
- العلاقات الألمانية البريطانية